# برچتون (ویرجینیای غربی)
برچتون (به انگلیسی: Birchton) یک منطقهٔ مسکونی در ایالات متحده آمریکا است که در شهرستان رالی، ویرجینیای غربی واقع شده‌است. برچتون ۲۷۰٫۹۷ متر بالاتر از سطح دریا واقع شده‌است.